# Падарауна
Падарауна (англ. Padrauna, хинди पडरौना) — город на севере Индии, в штате Уттар-Прадеш, административный центр округа Кушинагар.

## География
Город находится в северо-восточной части Уттар-Прадеша, к западу от реки Гандак, вблизи административной границы со штатом Бихар. Абсолютная высота — 78 метров над уровнем моря.
Падарауна расположена на расстоянии приблизительно 290 километров к востоку от Лакхнау, административного центра штата и на расстоянии 680 километров к востоку-юго-востоку (ESE) от Нью-Дели, столицы страны.

## Демография
По данным официальной переписи 2001 года численность населения города составляла 44 357 человек, из которых мужчины составляли 52,5 %, женщины — соответственно 47,5 %. Уровень грамотности взрослого населения составлял 62 %. Уровень грамотности среди мужчин составлял 69,4 %, среди женщин — 53,9 %. 15,9 % населения составляли дети до 6 лет.

## Транспорт
Сообщение Падарауны с другими городами Индии осуществляется посредством железнодорожного и автомобильного транспорта.
Ближайший аэропорт расположен в городе Горакхпур.